# Oberoende staten Albanien
Kungariket Albanien (albanska: Mbretnija Shqiptare; tyska: Königreich Albanien) existerade som en de jure självständig republik mellan år 1943 och 1944. Det vanligaste de facto namnet i merparten av den historiska tyska litteraturen benämner landet som Großalbanien, Storalbanien. Innan vapenstilleståndet mellan Italien och de allierade den 8 september 1943 hade Albanien varit under kontroll av Kungariket Italien. Efter Italiens vapenstillestånd med de allierade styrkorna och lämnandet av axelmakten tog Tyskland kontroll över Albanien.
Tyskarna föredrog Balli Kombëtar, nationalfronten före kung Zog I:s legalister och gav därför Balli Kombëtar makten över Albanien under Nazitysklands styre. Albanien under Balli Kombëtar inkluderade Kosovo, västra Makedonien, södra Montenegro och Preshovodalen. Det var Balli Kombëtars policy att samla alla albanskbefolkade territorier under en stat.